# Diskerin
H/ACA ribonukleoproteinski kompleks podjednica 4 je protein koji je kod ljudi kodiran DKC1 genom.
Ovaj gen je član H/ACA snoRNPs familije gena (malih nukleolarnih ribonukleoproteina). snoRNP proteini učestvuju u raznim aspektima rRNK obrade i modifikacije. Oni se klasifikuju u dve familije: C/D i H/ACA. H/ACA snoRNP grupa takođe obuhvata NOLA1, 2 i 3 proteine. Protein kodiran ovim genom i tri NOLA proteina se lokalizuju u gustim fibrilarnim komponentama nukleola i u namotanim (Cajal) telima u nukleusu. Produkcija 18S rRNK i rRNK pseudouridilacija bivaju ometene ako se bilo koji od ova četiri proteina iscrpi. Protein kodiran ovim genom je srodan sa Saccharomyces cerevisiae Cbf5p i Drosophila melanogaster Nop60B proteinima.

## Klinički značaj
Mutacije DKC1 gena su associrane sa Hoyeraal-Hreidarsson sindromom.

## Spoljašnje veze
- GeneReviews/NCBI/NIH/UW entry on Dyskeratosis Congenita